# Центр дослідження важких іонів імені Гельмгольца
Центр дослідження важких іонів імені Гельмгольца (нім. GSI Helmholtzzentrum für Schwerionenforschung) — науково-дослідний центр у Німеччині. Заснований у 1969 році як Товариство досліджень важких іонів (нім. Gesellschaft für Schwerionenforschung (GSI)). Розташований у Віксгаузені, передмісті Дармштадта.

## Галузі дослідження
Центр проводить фундаментальні та прикладні дослідження у фізиці та суміжних природничих наукових дисциплінах. Основні галузі дослідження:
- фізика плазми,
- Атомна фізика,
- Дослідження ядерної структури і ядерних реакцій,
- Біофізика та медичні дослідження.

Завдяки бомбардуванню атомів важкими іонами був проведений синтез ядер хімічних елементів майтнерію (1982), гасію (1984), дармштадтію (1994), рентгенію (1994), борія (1996), коперниція (1996).

Місця для експерименту в GSI
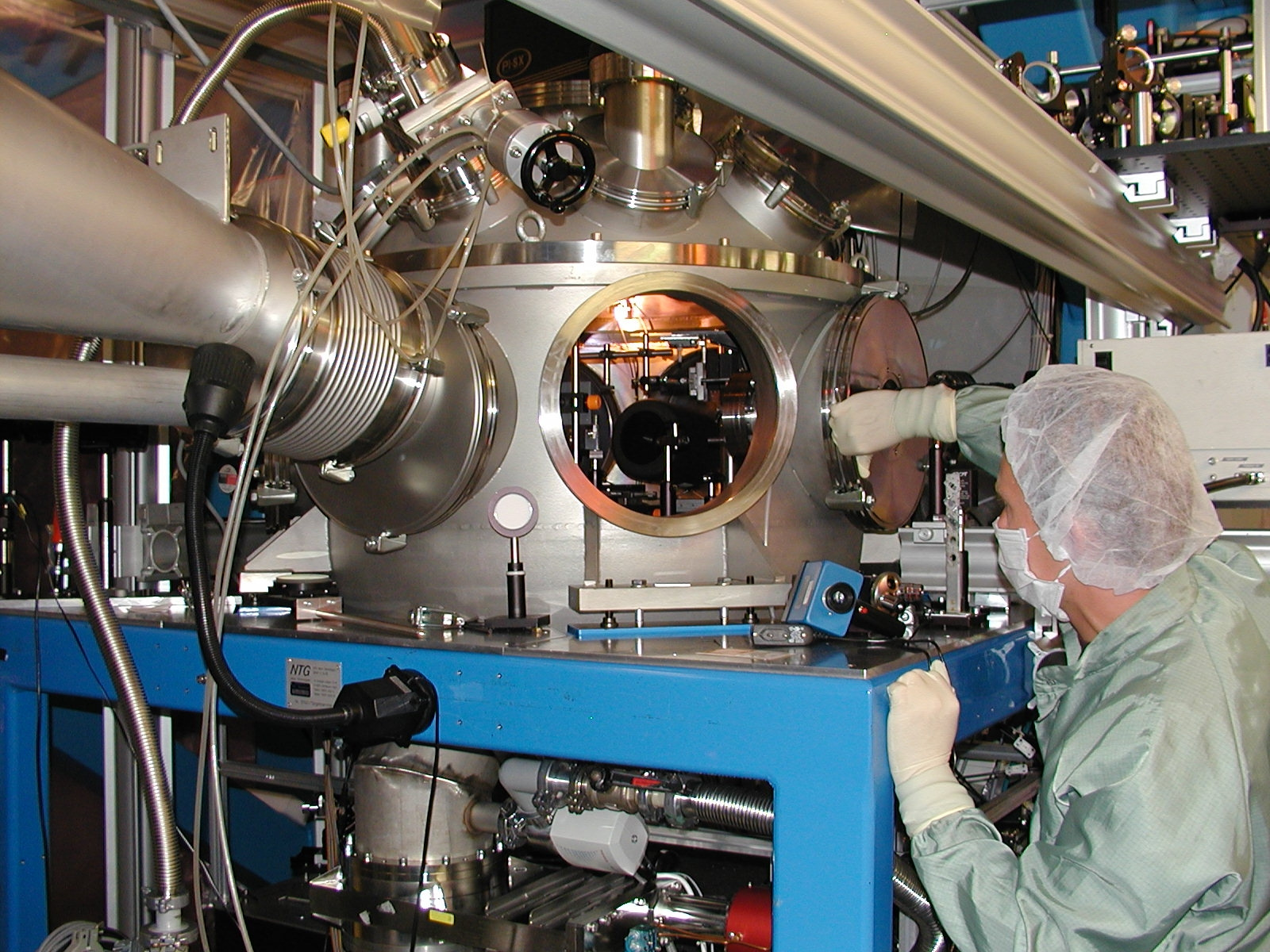
Камера з мішенню на місці для експерименту  Z6 (UNILAC) для експериментів з іонами та лазером. З правої сторони оптика nhelix- лазера. З лівої сторони проходить сфокусований PHELIX промінь.
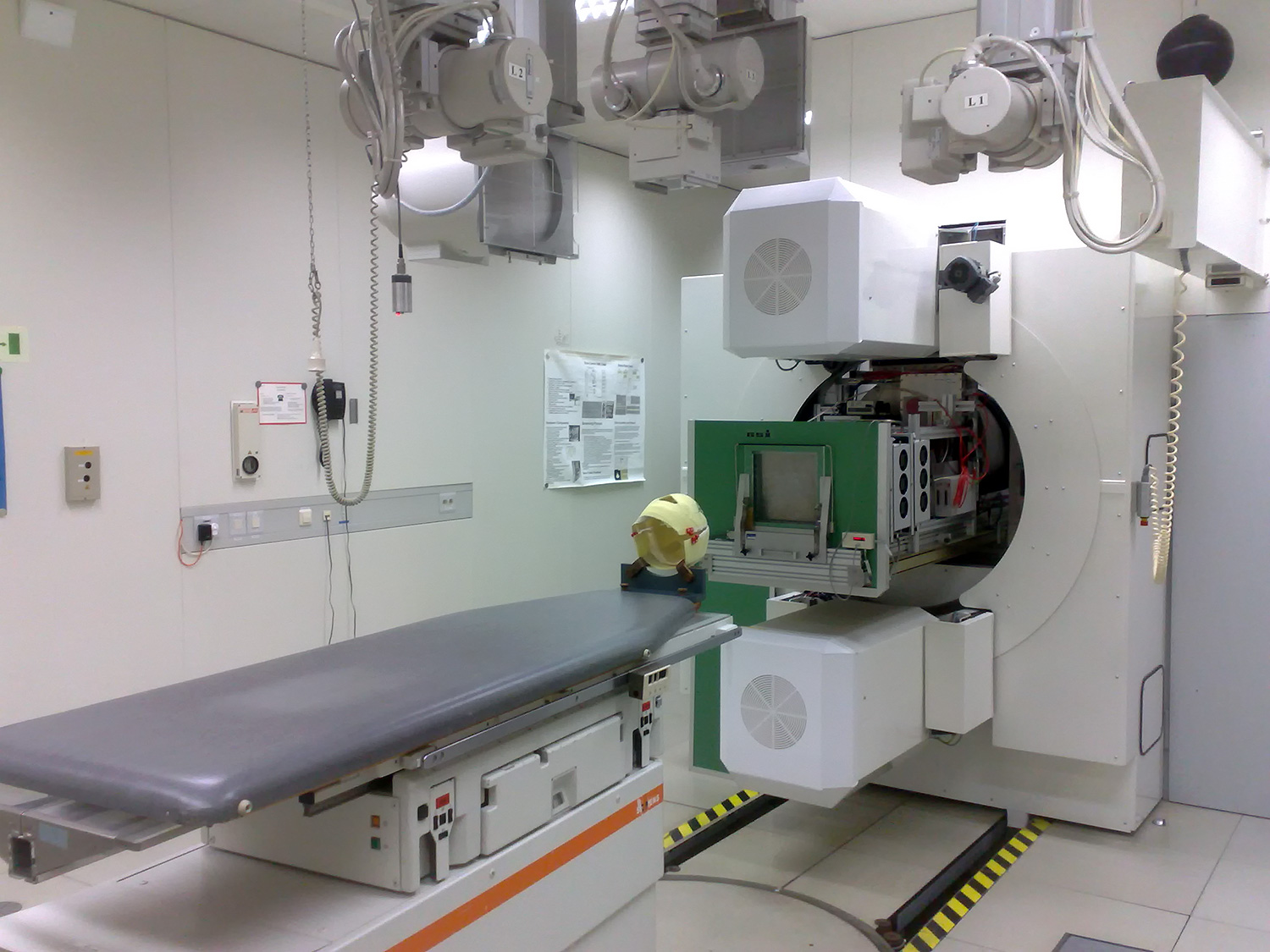
Місце опромінення для терапії важкими іонами пухлин мозку

## Прискорювальний комплекс GSI
У Центрі дослідження важких іонів знаходяться три прискорювальні установки:

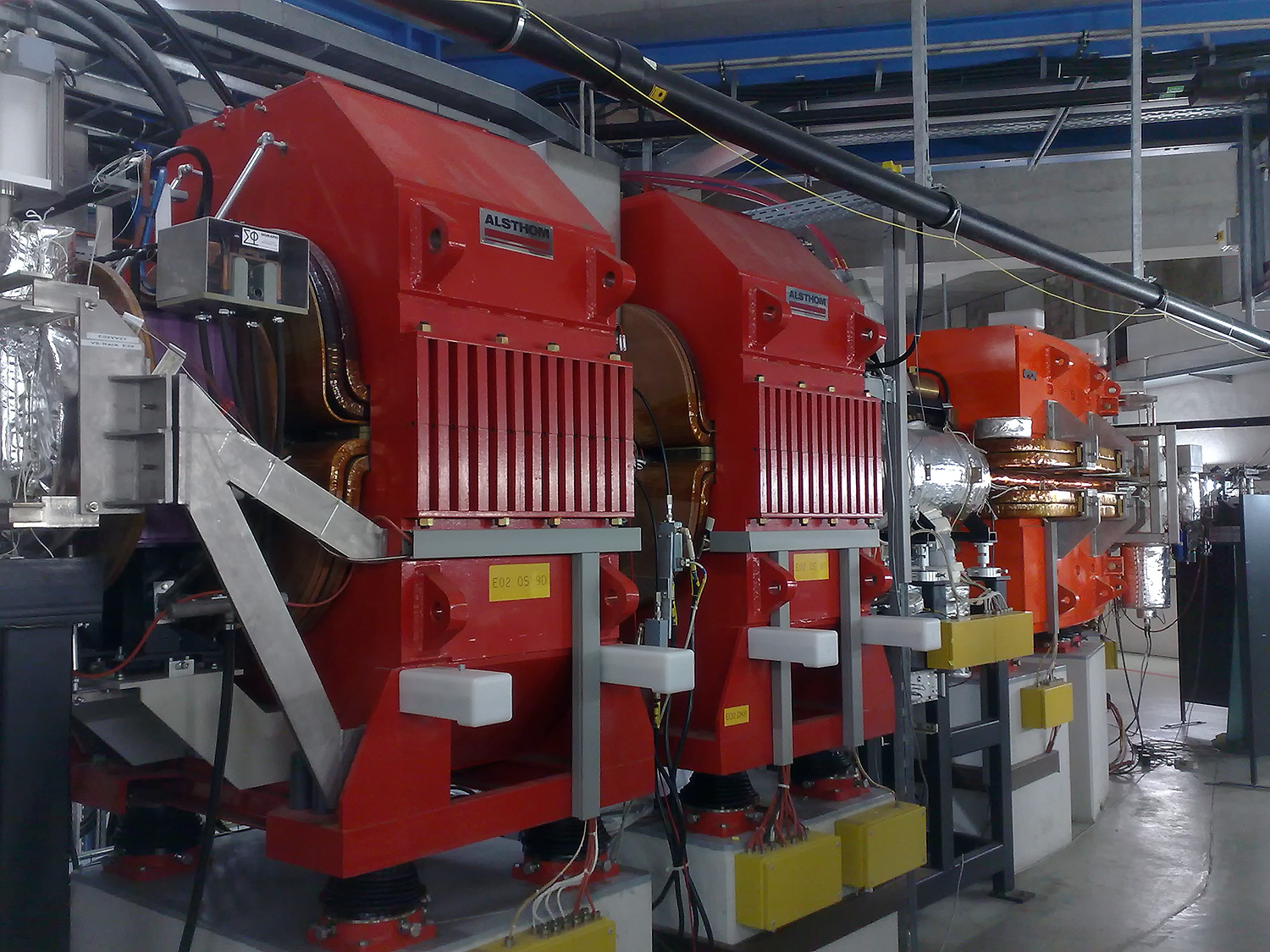
Частина ESR кільця

- UNILAC (англ. Universal Linear Accelerator) — 120 м лінійний прискорювач важких іонів енергією 2 — 11,4 МеВ/нуклон, запущений у 1975 році.
- SIS18 (нім. SchwerIonenSynchrotron) — синхротрон з периметром 216 м, який може прискорити іони до 90 % від швидкості світла (що відповідає магнітній жорсткості 18 Тл·м).
- ESR (англ. Experimental Storage Ring) — накопичувальне кільце з системою електронного охолодження, для накопичення пучків як з SIS18, так і вторинних пучків короткоживучих іонів.

до яких належить
- FRS (англ. FRagment Separator) — система каналів транспортування пучка з поділом пучків ізотопів по відхиленню в магнітних полях.

## Інші дослідні установки центру
- LAND (англ. Large Area Neutron Detector) — детектор нейтронів;
- SHIP (англ. Separator for Heavy Ion reaction Products) — електромагнітний фільтр швидкостей;
- FOPI (англ. Four Pi — 4π) — великий детектор частинок для вивчення фізики ядерних реакцій;
- HADES (англ. High Acceptance Di-Electron Spectrometer) — спектрометр для вивчення властивостей адронів, особливо при високих тисках і температурах;
- Процедурний кабінет для терапії пухлин прискореними іонами вуглецю;

Додатково до прискорювачів іонів у Центрі знаходяться дві високоенергетичні лазерні установки для створення гарячої та щільної плазми:
- nhelix потужністю до 10 ГВт (англ. Nanosecond High Energy Laser for Heavy Ion Experiments);
- Pnhelix (англ. Petawatt  Nanosecond High Energy Laser for Heavy Ion Experiments) — наносекундний лазер, потужністю 100 ГВт;